# Saltillo (ciutat de Coahuila)
Saltillo és la capital de l'estat mexicà de Coahuila de Zaragoza. És situada al sud-est de l'estat, a 90 km a l'oest de Monterrey i a 400 km al sud de la frontera amb els Estats Units. El 2005 tenia 663.667 habitants i l'àrea metropolitana de la ciutat, que s'estenia a altres municipis, té una població total de 752.529.
Saltillo va ser fundada el 1577 per colonitzadors espanyols; és la ciutat més antiga del nord de Mèxic. El 1824 va ser designada com a capital de l'estat de Coahuila i Texas; i el 1833 de Coahuila després que Texas se n'escindís. La ciutat es va començar a desenvolupar econòmicament el segle xx i avui dia és una de les ciutats més riques del nord. Les principals indústries de la ciutat són la d'electrodomèstics i la de l'automòbil; a Saltillo es troben les plantes de Daimler Chrysler i de General Motors d'Amèrica del Nord.